# داگه‌ویلا
داگه‌ویلا (به لاتین: Dagewilla) یک منطقهٔ مسکونی در سری‌لانکا است که در استان مرکزی (سری‌لانکا) واقع شده‌است.